# مار موش‌خوار سبز
مار موش‌خوار سبز (نام علمی: Senticolis triaspis) نام یک گونه از تیره قمچه‌ماران است.